# 10432 Ullischwarz
10432 Ullischwarz (4623 P-L) là một tiểu hành tinh vành đai chính.